# Masdar

Masdar (na arapskom izvor) je jedinstveni grad budućnosti, koji se gradi u naftom bogatim Ujedinjenim Arapskim Emiratima, kao ekološki najčišći grad na svijetu, u kojem će se oko 50 tisuća stanovnika služiti isključivo obnovljivom energijom. Masdar će biti mjesto zdravog življenja, bez zagađenja i otpada, a koristit će isključivo obnovljive izvore energije, primjerice sunčevu energiju koje ima napretek u pustinjskom emiratu. Obuhvaćat će 6,5 četvornih kilometara. Prijevoz će se riješiti sustavom električnog javnog prijevoza i nizom drugih automatskih prijevoznih sredstava, koje pokreće sunčeva energija, bez ijednog klasičnog automobila i s nimalo ugljikovog dioksida CO2. Prije samog grada bit će sagrađena velika sunčeva termoelektrana izvan grada, čija će se energija iskorištavati već pri gradnji Masdara, a kasnije će u potpunosti opskrbljivati grad potrebnom električnom energijom. U planu je i gradnja vjetroelektrana. Projekt će stajati 22 milijarde američkih dolara i trebao bi biti završen 2015. Inicijativu Masdar pokrenuo je 2004. princ Mohamed bin Zajed al Nahjan, koji je htio pokrenuti pomalo uspavani Abu Dhabi i unijeti raznolikost u gospodarstvo zemlje.
U snažnoj suprotnosti s raskošnim tornjevima Abu Dhabija, najvećeg i najnaseljenijeg emirata u Ujedinjenim Arapskim Emiratima, Masdar će imati niske zgrade s fotonaponskim pločama na krovovima. Iako UAE obiluju Suncem, u toj zemlji zasad samo uređaji za naplatu parkiranja rade na sunčevu energiju. Pozornost će se pokloniti i recikliranju otpada, što uključuje i sustav recikliranja otpadne (sive), neindustrijske vode. Za jednu pretežito pustinjsku zemlju, to je iznimno važno. Masdar će biti smješten nedaleko od mora, a bedemi će ga štititi od vrućeg pustinjskog zraka i buke obližnje Zračne luke Abu Dhabi. Grad će imati sustav razvedenih ulica i terasastih trgova prepunih hlada, što je u klimi južnog dijela Arapskog poluotoka prava blagodat. 
Iako zvuči kao scenarij za film znanstvene fantastike, takav grad postaje stvarnost jer je u veljači 2008. već započelo njegovo projektiranje. Na računalnoj animaciji mogu se videti uske ulice u sjenci pažljivo projektiranih zgrada koje, iako moderne, imaju duh tradicionalne arapske arhitekture. Prije svega, uske ulice i zasjenjena šetališta smanjit će potrebu za upotrebom klimatiziranih uređaja. Grad će biti okrenut ka sjeveroistoku, kako bi se smanjio utjecaj izravnog sunčevog zračenja na zidove zgrada i prozore. Fotonaponske ploče i sunčeva koncentrirana snaga ili CSP (engl. Concentrated Solar Power) proizvodit će dovoljno električne energije za sve potrebe grada. Položaj je pažljivo izabran: na obali je mora i u blizini zračne luke. Blag vjetar koji skoro stalno puše osvježavat će gradski prostor, a biće izgrađen i zid koji će opasavati dio grada i štititi ga od vrelog pustinjskog vjetra i buke aerodroma. Prirodna klimatizacija bila bi potpomognuta i tornjevima-vjetrenjačama, koje bi pokretao vjetar i koje bi, osim za proizvodnju električne struje, služile i kao veliki ventilatori.
Upotreba klasičnih automobila bit će zabranjena. Ipak, neka vrsta javnog prijevoza će postojati i sastojat će se od posebnih vozila na baterije, koja će se kretati sustavom magnetnih traka. Projektanti taj sustav nazivaju "vodoravna dizala". Oni se neće kretati po stalnim stazama, nego će putnici moći birati između preko 1500 stanica do kojih se žele odvesti. Gradski planeri kažu da će 80 % vode biti reciklirano i upotrebljeno onoliko puta koliko je to moguće. Veći dio pitke vode dobivat će se desalinizacijom morske vode. Jedan od glavnih ciljeva Masdara je svođenje emisije ugljikovog dioksida na nulu. To će biti izuzetno težak zadatak, ali pošto za naftom bogate Ujedinjene Arapske Emirate financiranje nije problem, čak se i najveći skeptici slažu u ocjeni da je cio projekt moguć. Procijenjena vrijednost Masdar Cityja je oko 22 milijarde američkih dolara i očekuje se da će biti otvoren do kraja 2015., dok će završni radovi biti gotovi do 2025.
Na terenima oko grada, osim sunčevih termoelektrana i fotonaponskih ploča, stvorit će se i poljoprivredni nasadi, što će omogućiti gradu da sam sebe izdržava. Ambicije Abu Dhabija idu dalje od izgradnje zelenoga grada. Emirat je velik dio investicijskog fonda od 250 milijuna američkih dolara uložio u tvrtke s čistim tehnologijama, kao što su proizvođači malih osobnih vozila na dva kotača, tvornice sunčevih uređaja i tvrtke koje se bave pročišćavanjem otpadnih voda. Proizvodnja 300 MW sunčeve energije, koliko je potrebno za opskrbu novoga grada, stajat će više od milijardu američkih dolara. Da bi u Masdar privukli vrhunske mozgove, uz pomoć američkog Massachusetts Institute of Technology (MIT-a) utemeljeno je malo sveučilište, Masdar Institute, specijalizirano za obnovljive tehnologije. Sveučilište kao prva aktivna ustanova u gradu, otvarila se u 2009., ima oko 100 studenata i 30 predavača, koji rade prema programu MIT-a.